# Estabilitat de preus
L'estabilitat de preus és un objectiu de la política monetària i fiscal que té com a objectiu donar suport a taxes sostenibles d'activitat econòmica mantenint una taxa d'inflació o deflació molt baixa. Les oscil·lacions en l'activitat econòmica poden contribuir a l'increment generalitzat de preus o inflació. A més d'encarir el cost de la vida, la inflació pot provocar una pèrdua de competitivitat en el país, ja que l'augment de preus redueix les vendes de productes nacionals a l'estranger. Per tant, el govern ha de tractar d'estimular el creixement econòmic sense que augmentin els preus.